# Two Point Hospital
Two Point Hospital ist eine Krankenhaus-Wirtschaftssimulation des britischen Indie-Entwicklers Two Point Studios. Es handelt sich um das erste Spiel des Indie-Entwicklers. Das Spiel wurde am 30. August 2018 als PC-Version und am 25. Februar 2020 als Konsolenversion veröffentlicht. Bei Two Point Hospital handelt es sich um einen geistigen Nachfolger des Spiels Theme Hospital von 1997, an dem auch Mark Webley und Gary Carr mitarbeiteten.
Für kurze Zeit nach Veröffentlichung erreichte es Platz 2 der Steam-Download-Charts. Das Spiel erhielt von Kritikern gute Bewertungen für den Humor, den Stil und für die Ähnlichkeit mit Theme Hospital.

## Spielweise
In dem Spiel geht es darum 15 verschiedene Krankenhäuser in fünf Regionen aufzubauen und zu managen. In den später veröffentlichten DLCs sind weitere Krankenhäuser und Einrichtungsgegenstände enthalten. Die Krankenhäuser können jeweils bis zu drei Sterne erhalten, indem vom Spiel vorgegebene Aufgaben erfüllt werden. Meist geht es darum, die Krankenhausstufe zu erhöhen, den Krankenhauswert zu erhöhen, eine bestimmte Heilungsrate zu erreichen oder eine hohe Patienten- und Personalzufriedenheit zu haben. Dies kann jeweils erreicht werden, indem neue Behandlungs- und Diagnosezimmer bzw. Dekorationsgegenstände platziert werden. In den einzelnen Krankenhäusern können außerdem die Preise für sämtliche Verkaufsstände und -automaten sowie Diagnose- und Behandlungskosten manuell angepasst werden. Weiters ist es möglich, Personal auszubilden und die perfekte Umgebung mit Analysetools (wie z. B. Temperatur) zu ermitteln. Alternativ zur Kampagne mit den 15 Krankenhäusern im Grundspiel kann auch im Sandbox-Modus gespielt werden.

## Auszeichnungen
Nominiert war das Spiel als bestes Strategiespiel der Game Critics Awards 2018, PC-Spiel des Jahres der Golden Joystick Awards 2018, bestes Simulationsspiel der National Academy of Video Game Trade Reviewers Awards 2019, Spiel des Jahres der Develop: Star Awards 2019 und als bestes Strategie-/Simulationsspiel der Webby Awards 2020. Gewonnen hat es die Auszeichnung „Best Original IP“ der Develop:Star Awards 2019.

## Nachfolger
- 2022: Two Point Campus – Linux, macOS, Nintendo Switch, PlayStation 4, PlayStation 5, Windows, Xbox One, Xbox Series X/S
- 2025: Two Point Museum – Linux, macOS, Nintendo Switch 2, PlayStation 5, Windows, Xbox Series X/S